# Bezzia nobilis
Bezzia nobilis är en tvåvingeart som först beskrevs av Johannes Winnertz 1852.  Bezzia nobilis ingår i släktet Bezzia och familjen svidknott. Inga underarter finns listade i Catalogue of Life.